# Suicide au Japon

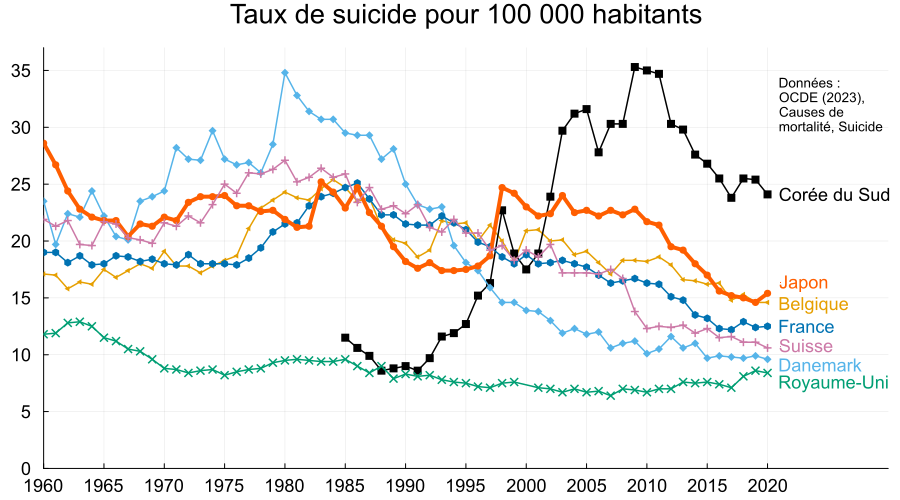
Tendances des suicides de 1960 à 2020 au Japon, en Corée du Sud, en Belgique, en France, en Suisse, au Danemark et au Royaume-Uni

Le taux standardisé de suicide au Japon est de 15,4 pour 100 000 habitants en 2020, un niveau similaire à celui de la Belgique (14,6) la même année. Cependant, la médiatisation de la hausse de ce taux entre 1998 et 2009, ainsi que l'image du seppuku et des pilotes kamikaze dans la culture populaire maintiennent une représentation faussée de la situation.

## Historique
Le seppuku ou harakiri fait son apparition au cours du XIIe siècle, et se ritualise lors de la seconde moitié du XVIe siècle. Au cours de la période Édo, c'est la méthode d'exécution imposée aux samouraïs condamnés à mort. C'est notamment au travers des récits des missionnaires jésuites et des marchands hollandais témoins de cette mise à mort, que la pratique commence à être abordée en Europe. La pratique allant à l'encontre de leur foi chrétienne, ils sont choqués. Par ailleurs, étant invités aux exécutions, ils surestiment l'importance du seppuku dans leurs compte-rendus. La pratique est officiellement abolie lors de l'abolition du système de classes lors de la Restauration de Meiji en 1868. Cependant, il y a  par la suite quelques cas isolés mais ayant marqué l'opinion publique, notamment le suicide du général Nogi Maresuke en 1912 à la suite du décès de l'empereur Meiji et celui de l'auteur Yukio Mishima en 1970 après l'échec de sa tentative de coup d'état.
Lors de la Guerre du Pacifique, les attaques suicide des kamikazes ont également marqué les esprits. Si les premières attaques semblent avoir été le fait de pilotes volontaires, par la suite, les pilotes étaient désignés, embrigadés et fortement drogués à la méthamphétamine (sous le nom de hiropon) avant de les envoyer en mission,. Le qualificatif de suicide est donc discutable.
Les banzaï sont des charges massives d'infanterie japonaises pendant la guerre du Pacifique, sans grandes chances de survie.
En 1998, on note une augmentation des suicides de 34,7 % par rapport à l'année précédente, ce qui pousse le gouvernement japonais à réagir en finançant le traitement des causes principales de suicides et l'accompagnement médical des personnes ayant fait une tentative de suicide. Deux facteurs semblent avoir contribué à cette hausse : les difficultés des plus jeunes à intégrer la société à cause du gel des embauches de la décennie perdue à la suite de l'éclatement de la bulle spéculative japonaise en 1990 d'un coté et les difficultés financières d'une partie des employés touchés par la crise économique asiatique qui commence en 1997.
Alors qu'il était à un niveau similaire jusque là, entre 1998 et 2009, le Japon a un taux de suicide élevé par rapport à la plupart des autres pays de l'OCDE. Depuis 2010,il décroît, le nombre de suicide restant inférieur à 30 000 par an pendant neuf années consécutives,. 

## Démographie
Les suicides sont très majoritairement masculins, avec 71 % des victimes en 2007. 
En 2009, le nombre de suicides atteint 34 845 cas, soit presque 26 suicides pour 100 000 habitants, et dépasse les 30 000 cas pour la douzième année consécutive. Parmi ceux-ci, les hommes représentent 23 472 décès, dont 40.8 % d'hommes âgés de 40 à 69 ans. Les hommes ont deux fois plus de chances que les femmes de se suicider après un divorce, mais le suicide reste la première cause de décès des femmes de 15 à 34 ans au Japon.
En 2014, en moyenne, 70 Japonais se suicident par jour, dont 71 % d'hommes. Il s'agit de la première cause de mort chez les hommes de 20 à 44 ans ainsi que pour les jeunes de 10 à 19 ans,.
En 2016, le nombre de suicides atteint son plus bas en 22 ans à 21 764 suicides, dont 15 017 hommes et 6 747 femmes. 
À partir de 2019, le nombre de suicide repart légèrement à la hausse à l'exception d'une très légère diminution en 2021. En 2022, les quadragénaires, quinquagénaires et septuagénaires sont les tranches d'âge les plus représentées. Le nombre de suicides d'élèves de primaire, collège et lycée est également particulièrement en hausse. 

## Lieux
La forêt d'Aokigahara, une forêt située au pied du Mont Fuji, est un des lieux de suicide les plus connus. Jusqu'en 1988, on y compte environ 30 suicides par an. En 1999, on en recense 74, puis 78 en 2002. En 2003, on arrive à 105 corps trouvés dans la forêt. La zone est patrouillée par la police et des bénévoles pour tenter d'assister les personnes cherchant à se suicider. En 2010, on compte 247 tentatives de suicides dont 54 fatales dans cette forêt.
Les lignes ferroviaires sont aussi le lieu de nombreux suicides, en particulier la ligne rapide Chūō.
La préfecture qui compte le plus haut taux de suicides est la préfecture d'Akita avec 31,86 suicides pour 100 000 habitants, pour une moyenne nationale de 22,94 suicides pour 100 000 habitants. Au contraire, la préfecture de Nara ne compte que 17,28 suicides pour 100 000 habitants.

## Causes

### Causes les plus communes
Les facteurs majeurs du suicide incluent le chômage, des périodes de stagnation ou de récession économique (comme la décennie perdue entre 1990 et 2010), et la pression sociale. En 2007, la police identifie 50 motifs de suicide, avec un maximum de 3 motifs à identifier pour chaque cas de suicide. La dépression arrive en tête, suivie par la perte d'un emploi et les difficultés de vie.
Près de 2 000 lycéens se sont suicidés en raison de harcèlement scolaire.
En 2021, les problèmes de santé sont au premier rang en tant que facteur contribuant à un suicide (47 %), suivis par les problèmes économiques et de subsistance (16 %) et les problèmes de famille (15 %). En 2022, ce sont, dans l'ordre, l'état de santé, les problèmes familiaux et la situation économique personnelle.

### Liens avec l'emploi
L'économie du Japon est la troisième plus large au monde mais connaît sa plus importante récession depuis la Seconde guerre mondiale au début de 2009, faisant arriver le chômage, historiquement extrêmement bas en raison de la tradition de l'emploi à vie, à 5,7 % en juillet 2009. Les chômeurs forment 57 % de la population suicidée.
Auprès des personnes ayant un emploi, la pression des heures supplémentaires et du peu de jours de congé ou de congé maladie ont un impact négatif sur la santé mentale. D'après le gouvernement, la fatigue due au travail et les problèmes de santé, incluant la dépression due au travail, sont des motifs importants de suicide, affectant le bien-être des salariés et touchant 47 % des suicidés en 2008,. Sur 2 207 cas liés au travail en 2007, on en compte 672 dus au karōshi, la mort par excès de travail.
Dans certains cas, le suicide peut suivre une erreur professionnelle. Après le Vol 123 Japan Airlines, le technicien de maintenance Hiroo Tominaga se suicide pour s'excuser auprès des victimes.
De plus, le vide de la retraite pousse les personnes âgées au suicide chaque année. En réponse à ces suicides, beaucoup d'entreprises et d'organismes ont mis en place des activités pour les personnes âgées qui peuvent se sentir seules et sans objectif.

### Prêts aux particuliers
La police compte un quart de suicides dus aux finances. Chaque année, on compte un grand nombre d'inseki-jisatsu (引責自殺, suicides dus aux responsabilités). Les banques japonaises forcent les emprunteurs à utiliser des proches comme garants, ce qui cause une culpabilité extrême auprès du prêteur en cas de défaut de paiement. Plutôt que de forcer les garants à payer, beaucoup choisissent de régler leurs impayés grâce à leur assurance-vie. En 2005, 17 banques ont reçu 4 300 000 000 yens suivant un suicide, de la part de 4 908 emprunteurs, soit 15 % du total des suicides de l'année.

## Attitude culturelle face au suicide
Le gouvernement japonais investit des ressources non négligeables pour limiter le taux de suicide. Cependant, la culture japonaise a tendance à accepter le suicide, qui a atteint le niveau d'« expérience esthétique » au sens culturel et social.
La conception commune du suicide est celle d'une action qui montre une certaine responsabilité morale. Cette tolérance peut venir de la fonction historique du hara-kiri dans l'armée. Elle peut aussi expliquer par le concept d'amae, le fait que l'acceptation et la conformité transcendent l'individualité de chacun. La valeur de quelqu'un est donc corrélée à la façon dont cette personne est perçue par les autres, ce qui augmente les risques de suicide si la personne se sent ostracisée.